# حائز الذهب
حائز الذهب (الاسم العلمي: Aureolaria)، اسمه الشائع قفازات الثعالب الكاذبة، هو جنس نباتات يتكون من 8 أنواع، موطنه أمريكا الشمالية.
نباتات حائز الذهب هي نباتات طفيلية، وهي سمة تتصف بها جزئيًا فصيلة الهالوكية.
حتى وقت قريب كان الجنس يتماشى مع جمهرة فصيلة الغدبية. لكن نتائج للعديد من دراسات علم الوراثة الجزيئي المستندة إلى مواضع DNA مختلفة للصانعات اليخضورية (cpDNA)، بينت أنها أكثر ارتباطًا بأعضاءالهالوكية من الغدبية

## الأنواع
- Aureolaria flava
- Aureolaria grandiflora
- Aureolaria greggii
- Aureolaria levigata
- Aureolaria patula
- Aureolaria pectinata
- Aureolaria pedicularia
- Aureolaria virginica

## روابط خارجية
.